# 秀擬麗魚
秀擬麗魚，為輻鰭魚綱鱸形目隆頭魚亞目慈鯛科的其中一種，被IUCN列為易危保育類動物，分布於非洲馬拉威湖流域，體長可達8.1公分，棲息在底層水域，生活習性不明。

## 擴展閱讀
維基物種上的相關：秀擬麗魚